# Xestia orthosioides
Xestia orthosioides là một loài bướm đêm trong họ Noctuidae.